# Alonella excisa
Alonella excisa är en kräftdjursart som först beskrevs av Fischer 1854.  Alonella excisa ingår i släktet Alonella och familjen Chydoridae. Inga underarter finns listade i Catalogue of Life.